# Ulica Lubelskiego Lipca 80 w Lublinie

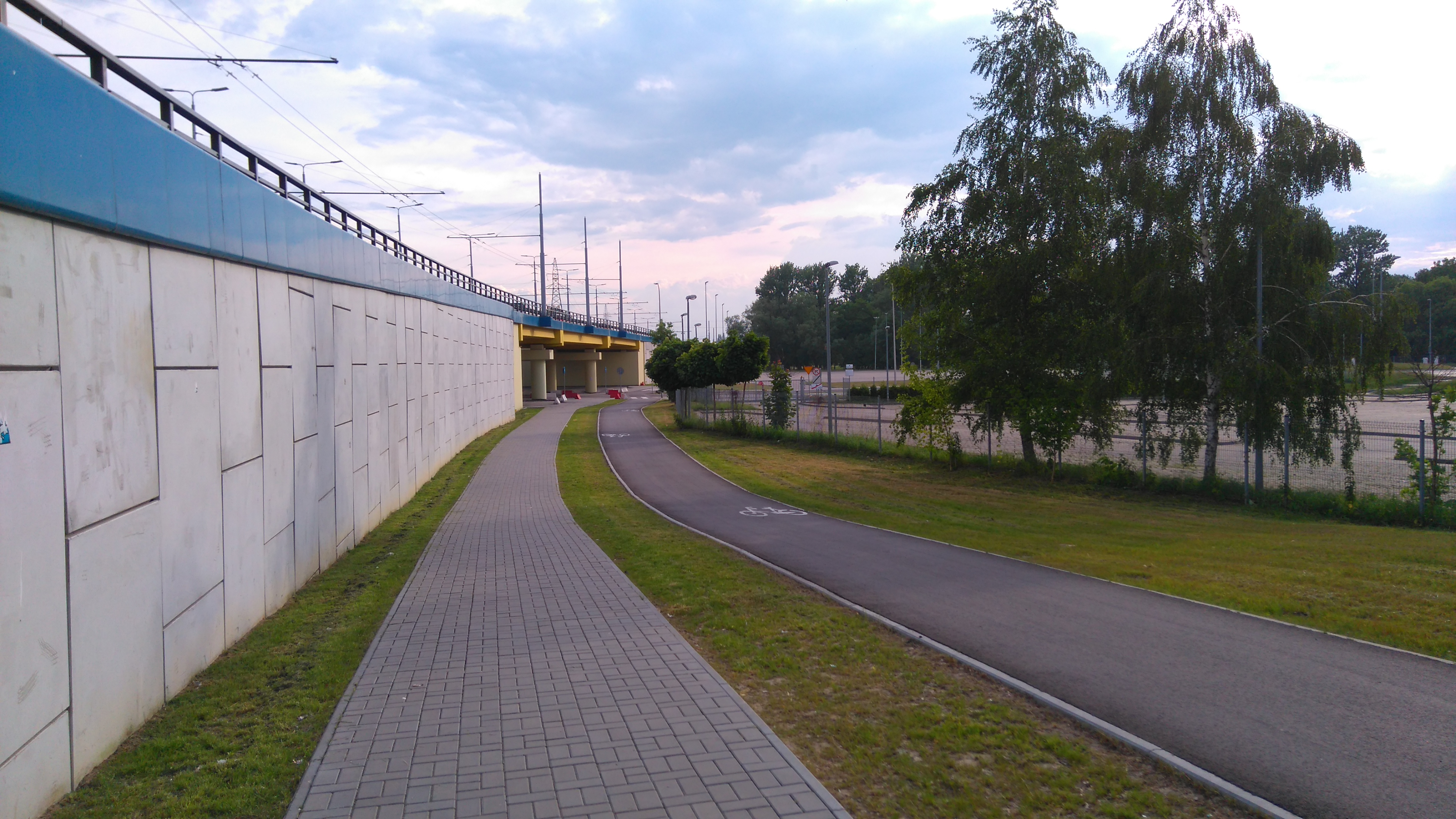
Ścieżka rowerowa i chodnik obok wiaduktu oddanego do użytku w 2015

Ulica Lubelskiego Lipca 80 w Lublinie – arteria komunikacyjna w Lublinie, w dzielnicy Za Cukrownią (w jej części Piaski). Jest częścią Trasy Zielonej, a także obwodnicy śródmiejskiej. 

## Przebieg
Ulica rozpoczyna się przy rondzie Lubelskiego Lipca '80, następnie przecina Aleję Piłsudskiego, dalej krzyżuje się z ul. Stadionową, przebiega obok Areny Lublin, skąd pochodzi nazwa wspomnianej ulicy i krzyżuje się z ul. Cukrowniczą. 

## Historia
Ulica Lubelskiego Lipca 80 powstała w przebiegu ul. Żabiej, która miała skrzyżowanie z ul. Boczną Żabiej. Trasę budowano od 2001 roku. Oddano ją do użytku w 2007 roku i skierowano nią tranzyt drogi wojewódzkiej nr 835, by zamknąć dla tranzytu ul. 1 Maja.
W 2015 roku do użytku oddano kolejną część ulicy od alei Piłsudskiego do ulicy Stadionowej z wiaduktem nad ulicą Dworcową. W 2023 ma zacząć się budowa kolejnego, ostatniego odcinka ulicy – od Stadionowej do skrzyżowania z Krochmalną i Diamentową. Przewiduje się, że zostanie on oddany do użytku w 2025. Obydwa odcinki zaprojektowano jako trzypasową dwupasmówkę, z drogami rowerowymi i chodnikami po obu stronach.

## Komunikacja miejska
Ulicą kursują linie ZTM Lublin. Nad jezdnią zawieszona jest trakcja trolejbusowa.